# أوزجود بيركنز
أوزجود بيركنز (بالإنجليزية: Oz Perkins)‏ هو كاتب سيناريو ومخرج وممثل أمريكي، ولد في 2 فبراير 1974 بنيويورك في الولايات المتحدة. بدأ مشواره المهني سنة 1983.

## أعمال

### أفلام
- (1993) الدرجات الست للانفصال
- (2001) شقراء قانونيا[1]
- (2009) ستار تريك[2][3][4]

### مسلسلات
- إيلياس
- طريق أكتوبر

## وصلات خارجية
- أوزجود بيركنز على موقع IMDb (الإنجليزية)
- أوزجود بيركنز على موقع ألو سيني (الفرنسية)
- أوزجود بيركنز على موقع أول موفي (الإنجليزية)
- أوزجود بيركنز على موقع قاعدة بيانات الأفلام السويدية (السويدية)
- أوزجود بيركنز على موقع ديسكوغز (الإنجليزية)
- أوزجود بيركنز على موقع قاعدة بيانات الفيلم (الإنجليزية)
- أوزجود بيركنز على موقع كينوبويسك (الروسية)